# Nysted Apotek
Nysted apotek optræder første gang på skrift i forbindelse med en retssag om et giftmord i 1755. Her fremkom under sagen en oplysning om en i Nysted praktiserende apoteker. Ligeledes er det muligt, at der i årene omkring 1787-1801 har været et apotek drevet af Johan Morten Henrichsen i Adelgade 28. Det fremgår af folketællingerne fra disse år. Han nævnes dog i grev Rabens samtidige dagbog også som læge. Selv om medicinalordningen i 1672 slog fast, at apotekerne havde eneret til at tilberede og forhandle lægemidler, og det samtidig blev sagt utvetydigt, at ingen måtte drive apotek uden at have kongelig bevilling til det, var der altså tilsyneladende alligevel apotekere uden bevilling i Nysted. 
Både i 1813 og i 1815 blev der uden held ansøgt om ret til at drive apotek i Nysted, men d. 27 februar. 1827 fik cand. pharm. Salomon Trier en kongelig apoteksbevilling og indrettede sig derpå i Adelgade 96. Siden har der været apotek i byen på 5 forskellige adresser i Adelgade.

## Apotekere gennem tiden
De forskellige apotekere, der praktiserede i byen, tilhørte de øvre lag i byen, og mange af dem satte på hver deres måde præg på byen eller tiden. Salomon Trier grundlagde og udgav efter sin afrejse fra Nysted Danmarks første fagtidsskrift for farmakologi Archiv for Pharmaci og technisk Chemi. Endvidere indtog han flere officielle poster, var medstifter af og i mange år formand for Danmarks Apotekerforening og modtog både danske og udenlandske hædersbevisninger.
Ingwer Boysens søn, Johannes Hack Hermann Boysen, der var født i Nysted, efterlod sin formue til en fond (den Kampmann-Boysenske), der 1929 finansierede opførelsen af et tuberkulosesanatorium, Kysten. Indtægterne ved det senere salg af sanatoriet blev i 1978 brugt til at opføre et svømmebasin ved Kettinge Sportscenter.
Frode Camillus Pontoppidan indtog flere poster i det lokale samfund, bl.a. som medlem af byrådet og blev i en tidsskriftartikel betegnet som ”en stræbsom og omhyggelig apoteker…..og viste derhos megen velgørenhed”. Georg Lütken, der var læge i Nysted 1866-1879, skrev en længere beretning (Webside ikke længere tilgængelig) om sine oplevelser i Nysted-tiden, og han beskriver modsat Pontoppidan som en original, der var komplet uduelig som apoteker.
Anton Martin Julius Ditlev Andersen, som senere skiftede navn til Vide, blev i 1892 anklaget for bedrageri og forfalskning af recepter og i 1894 ved retten i Nysted idømt 1 måneds simpelt fængsel. Nandrup-Hansen var derimod medlem af og siden formand for den lokale apotekerforening og indtog også andre tillidsposter. Hans efterfølger Thomas Møller var fra 1946 medlem af byrådet for Liste F (Kommunale Vælgerforening).
Også Aage Beck bedrev svindel med recepter for et beløb på 435.000 kr., som han måtte tilbagebetale til Storstrøms Amt. Derudover blev han idømt otte måneders fængsel.
- Salomon Meyer Trier
- Frode Camillus Pontoppidan
- Julius Charles Andreas Pontoppidan
- Lorents Levin Mørk Hansen

## Apotekere
| Adresse                    | Apoteker                                                                | Årstal                |
| -------------------------- | ----------------------------------------------------------------------- | --------------------- |
| Adelgade 28                | Johan Morten Henrichsen                                                 | før 1787 - efter 1801 |
| Adelgade 96                | Salomon Meyer Trier                                                     | 1827-1830             |
|                            | Peter Ingwer Boysen                                                     | 1830-1834             |
| Adelgade 28                | Peter Ingwer Boysen                                                     | 1834-1837             |
|                            | Herman Emil Scheel                                                      | 1837-1838             |
|                            | Peter Frederik Bagge                                                    | 1838-1843             |
|                            | Adam Mølmark                                                            | 1843-1847             |
|                            | Frode Camillus Pontoppidan                                              | 1847-1871             |
|                            | Ines Pontoppidan (bestyrere: Frederik Ernst Meyer og Hartmann Westphal) | 1871-1876             |
|                            | Julius Pontoppidan                                                      | 1876-1879             |
|                            | Lorenz Levin Mørk-Hansen                                                | 1879-1883             |
|                            | Anton Martin Julius Ditlev Vide (=Andersen)                             | 1883-1893             |
|                            | Niels Aabling Thomsen                                                   | 1893-1910             |
|                            | Jens Christian Thorvald Them                                            | 1910-1912             |
|                            | Ove Christian Frederik Nandrup Hansen                                   | 1912-1941             |
|                            | Thomas Jensen Møller                                                    | 1941-1942             |
| Adelgade 24                | Thomas Jensen Møller                                                    | 1942-1949             |
|                            | Henriette Birgitte Jensen                                               | 1949-1961             |
| Adelgade 56 (Villa Marina) | Aage Jensen Beck                                                        | 1961-1977             |
|                            | Inger Mark (bestyrer)                                                   | 1977-1978             |
|                            | Aase Galster (bestyrer)                                                 | 1978-1980             |
| Adelgade 13                | Jens-Lauge Bolund Jensen                                                | 1981-1985             |
|                            | Lone Margrethe Hilden                                                   | 1985-2013             |

I 2013 ophørte Nysted apotek som selvstændig virksomhed, men drives videre i samdrift med Nykøbing Falsters Løve-apotek.